# Unió Romaní
La Unió Romaní és una organització no governamental dedicada a la defensa i desenvolupament social i cultural de la comunitat gitana a l'Estat espanyol. Fundada en 1986 i disolta al 2022. Fou el seu president des d'aquesta data per l'ex-eurodiputat Juan de Dios Ramírez Heredia. La seva seu és al carrer Peracamps de Barcelona.
Té com a àmbit de treball el territori espanyol i participa amb la Unió Romaní Internacional en les activitats que persegueixen el reconeixement de la cultura del poblo gitano com un valor de la cultura universal.
S'estructura com una federació d'associacions gitanes de tot Espanya. L'Assemblea General, que reuneix als delegats de les associacions gitanes associades a la Unió Romaní cada 3 anys, escull la Junta Directiva i Comitè Nacional. Té com a àmbit de treball el territori espanyol i participa amb la Unió Romaní Internacional en les activitats que persegueixen el reconeixement de la cultura del poblo gitano com un valor de la cultura universal.
L'any 2011 guanyà el Premi Pere Casaldàliga per la solidaritat que atorga el Festival Internacional de Cinema Solidari de Navarcles Clam en reconeixement de la seva tasca solidària i social.